# Канарана (микрорегион)

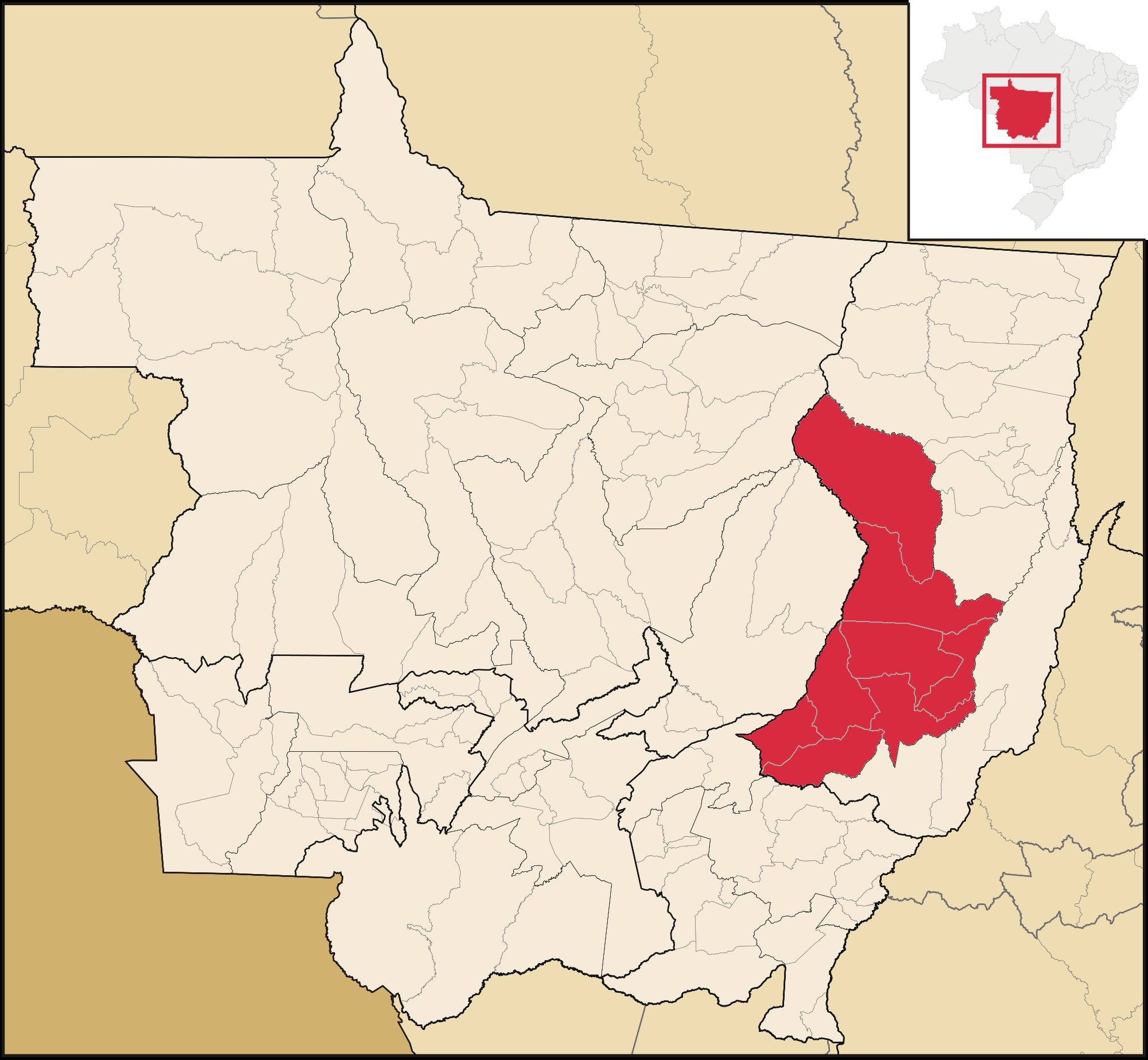
Канарана на карте

Канарана (порт. Microrregião de Canarana) — микрорегион в Бразилии, входит в штат Мату-Гросу. Составная часть мезорегиона Северо-восток штата Мату-Гросу. Население составляет 99 416 человек (на 2010 год). Площадь — 60 364,671 км². Плотность населения — 1,65	 чел./км².

## Демография
Согласно сведениям, собранным в ходе переписи 2010 г. Национальным институтом географии и статистики (IBGE), население микрорегиона составляет:						
| Полное население                             | Полное население                             | Полное население                             | Полное население                             | 99 416 |
| -------------------------------------------- | -------------------------------------------- | -------------------------------------------- | -------------------------------------------- | ------ |
| в том числе:                                 | Городское население                          | 65 057                                       | Процент городского населения, %              | 65,44  |
|                                              | Сельское население                           | 34 359                                       | Процент сельского населения, %               | 34,56  |
|                                              | Мужское население                            | 51 671                                       | Процент мужского населения, %                | 51,97  |
|                                              | Женское население                            | 47 745                                       | Процент женского населения, %                | 48,03  |
| Плотность населения, чел/км²                 | Плотность населения, чел/км²                 | Плотность населения, чел/км²                 | Плотность населения, чел/км²                 | 1,65   |
| Население микрорегиона в % к населению штата | Население микрорегиона в % к населению штата | Население микрорегиона в % к населению штата | Население микрорегиона в % к населению штата | 3,28   |

## Статистика
- Валовой внутренний продукт на 2003 год составляет 902 973 808,00 реалов (данные: Бразильский институт географии и статистики).
- Валовой внутренний продукт на душу населения на 2003 год составляет 10 902,87 реала (данные: Бразильский институт географии и статистики).
- Индекс развития человеческого потенциала на 2000 год составляет 0,711 (данные: Программа развития ООН).